# Trip Trip Trip
「Trip Trip Trip」（トリップ トリップ トリップ）は、ORESAMAの4枚目のシングル。作詞・ぽん、作曲・小島英也。2017年7月26日にランティスから発売された。

## 概要
テレビ東京系で2017年放送のアニメ『魔法陣グルグル』前期オープニングテーマ。ボーカルのぽんは「冒険をはじめる、その瞬間のときめきをテーマに描きました。一曲まるごとおもちゃ箱のようなサウンドにも注目してください！」とコメントしている。
1990年代に人気を博した原作漫画の3度目のアニメ化と言うことで、曲の発注に当たっては「90年代テイストで」「冒険が始まるワクワク感を演出してほしい」との指示があったという。

## 収録曲
| 全作詞: ぽん、全作曲・編曲: 小島英也。 |                                      |       |            |      |
| #                                      | タイトル                             | 作詞  | 作曲・編曲 | 時間 |
| 1.                                     | 「Trip Trip Trip」                   | ぽん  | 小島英也   | 4:05 |
| 2.                                     | 「耳もとでつかまえて」               | ぽん  | 小島英也   | 3:53 |
| 3.                                     | 「空想フライト」                     | ぽん  | 小島英也   | 3:24 |
| 4.                                     | 「Trip Trip Trip」(Instrumental)     | ぽん  | 小島英也   | 4:04 |
| 5.                                     | 「耳もとでつかまえて」(Instrumental) | ぽん  | 小島英也   | 3:54 |
| 6.                                     | 「空想フライト」(Instrumental)       | ぽん  | 小島英也   | 3:21 |
| 合計時間:                              | 合計時間:                            | 22:41 |            |      |